# Pesmes

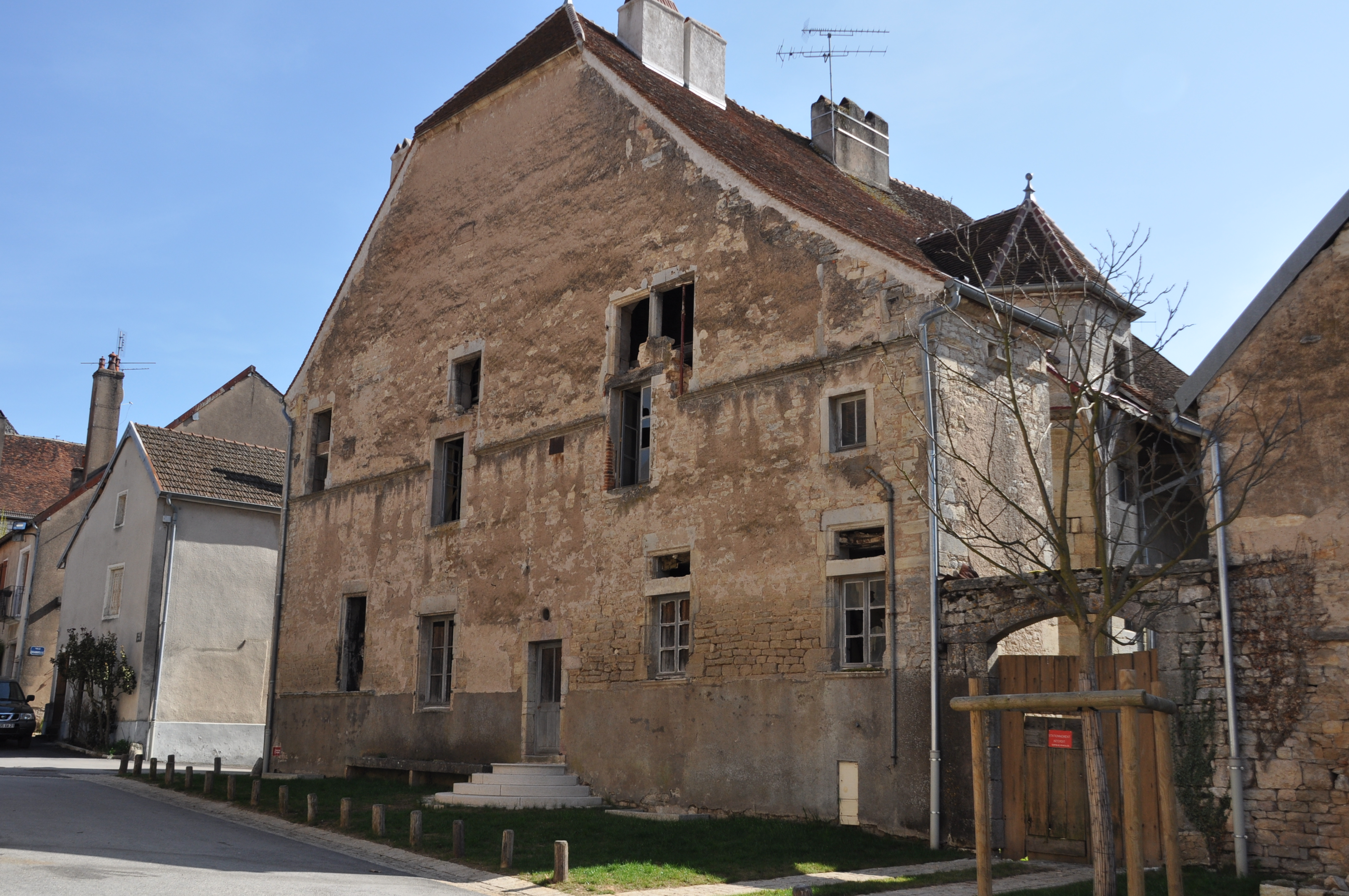
Casa di Pesmes

Pesmes è un comune francese di 1 135 abitanti situato nel dipartimento dell'Alta Saona, nella regione della Borgogna-Franca Contea. È bagnato dal fiume Ognon.

## Società

### Evoluzione demografica
Abitanti censiti